# Tephrina prionogyna
Tephrina prionogyna är en fjärilsart som beskrevs av Louis Beethoven Prout 1916. Tephrina prionogyna ingår i släktet Tephrina och familjen mätare. Inga underarter finns listade i Catalogue of Life.